# Gesta (chronique)
Pour les articles homonymes, voir Geste et Gesta.
Les res gestae ou gesta (du latin gesta : faits, évènements) ou gestes (nom féminin) sont des chroniques d'évènements. L'accent est généralement mis sur les actions de personnalités ou de peuples célèbres. Ce genre était principalement utilisé au début et au haut Moyen Âge chrétien. Selon le récit, les gesta sont associées à une personne ou à un groupe de personnes.

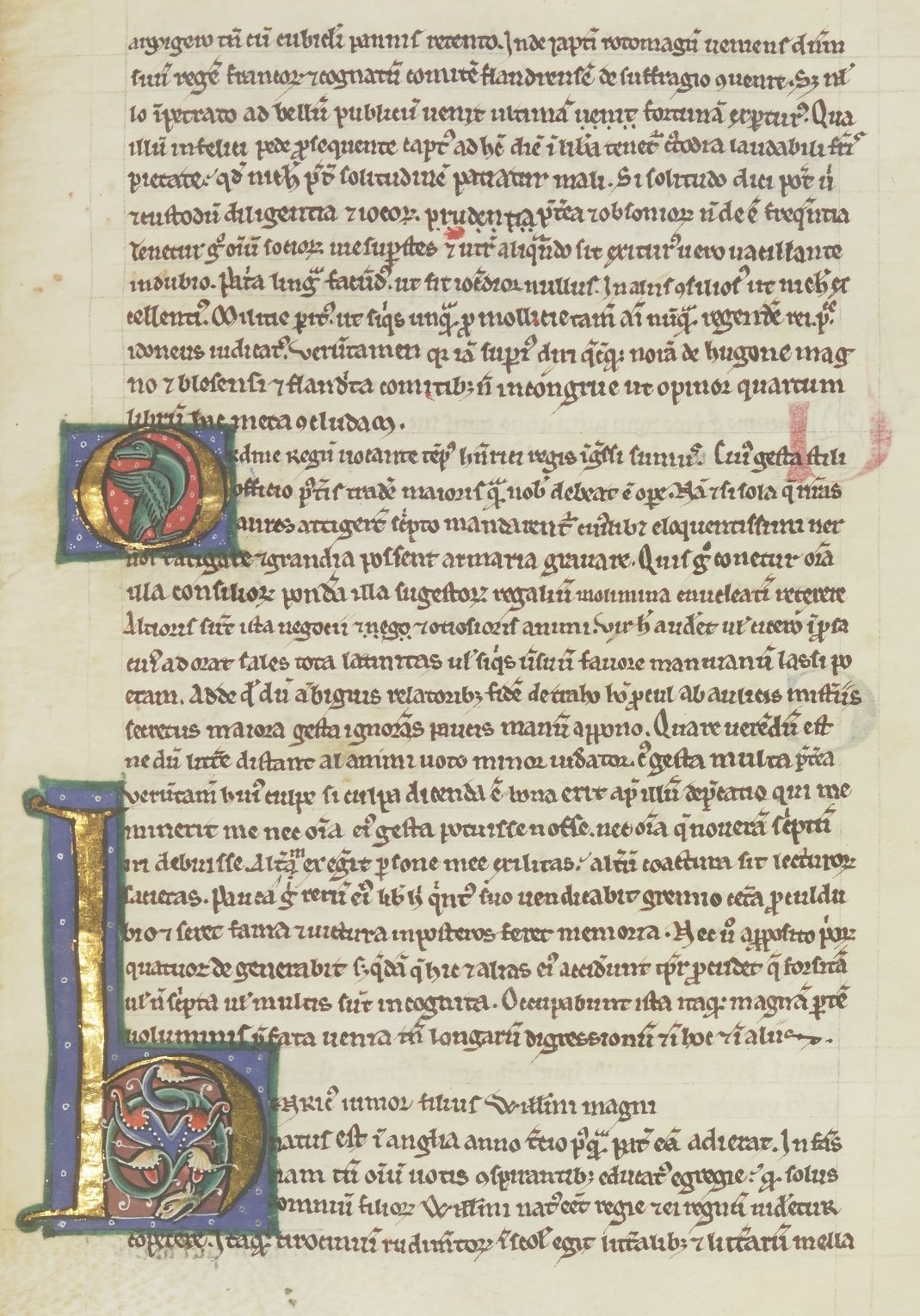
Gesta Regum Anglorum.

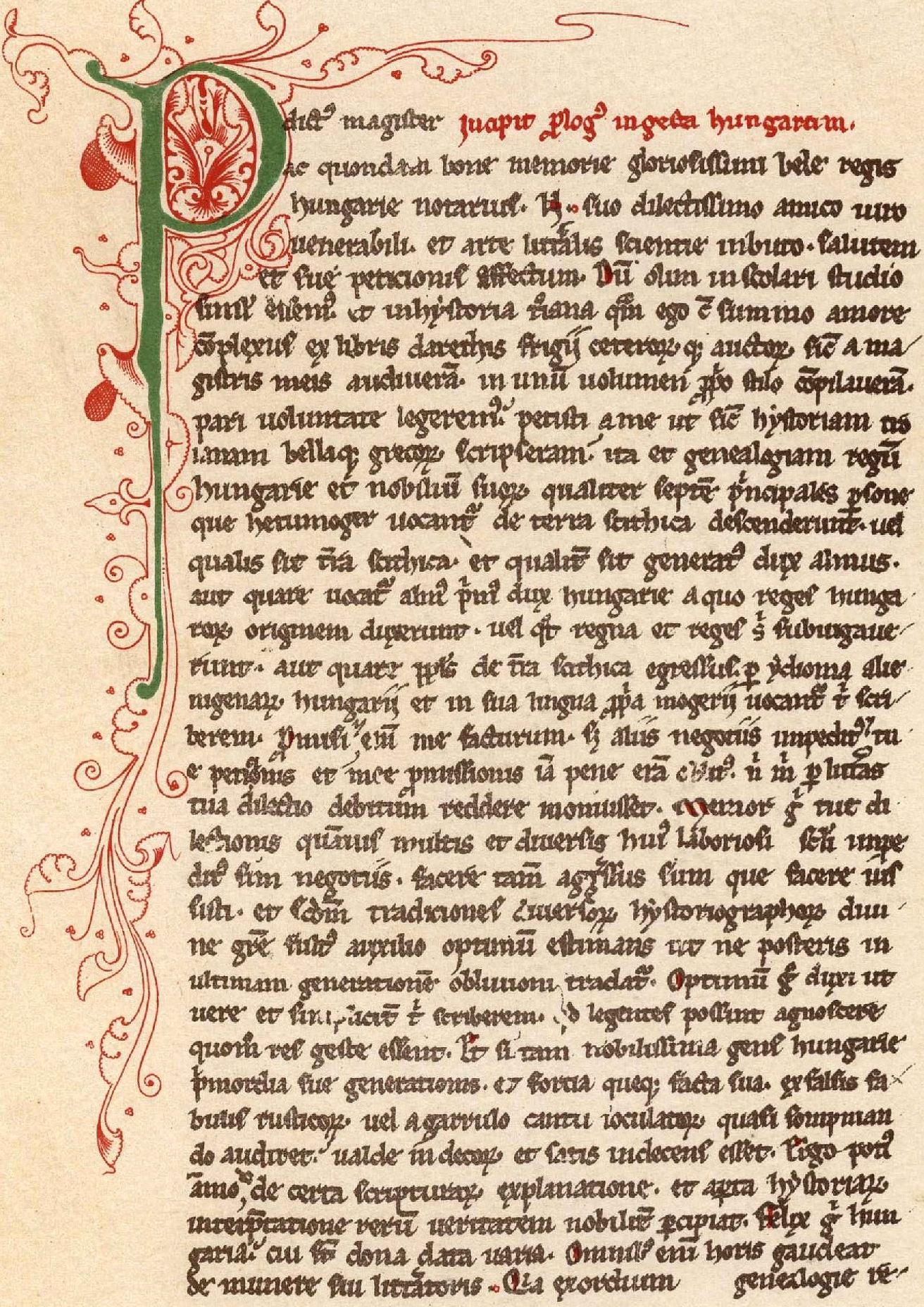
Gesta Hungarorum. La première page du manuscrit, avec la lettrine enluminée P du nom de l'auteur : P. dictus magister « le maître appelé P. »

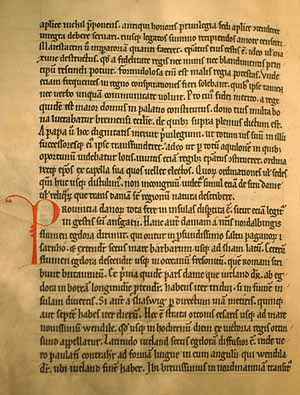
Gesta Hammaburgensis ecclesiae pontificum d'Adam de Brême. La page comprend le début de la description de la géographie du Danemark (initiale rouge P), Provincia danorum tota fere in insulas dispartita est…

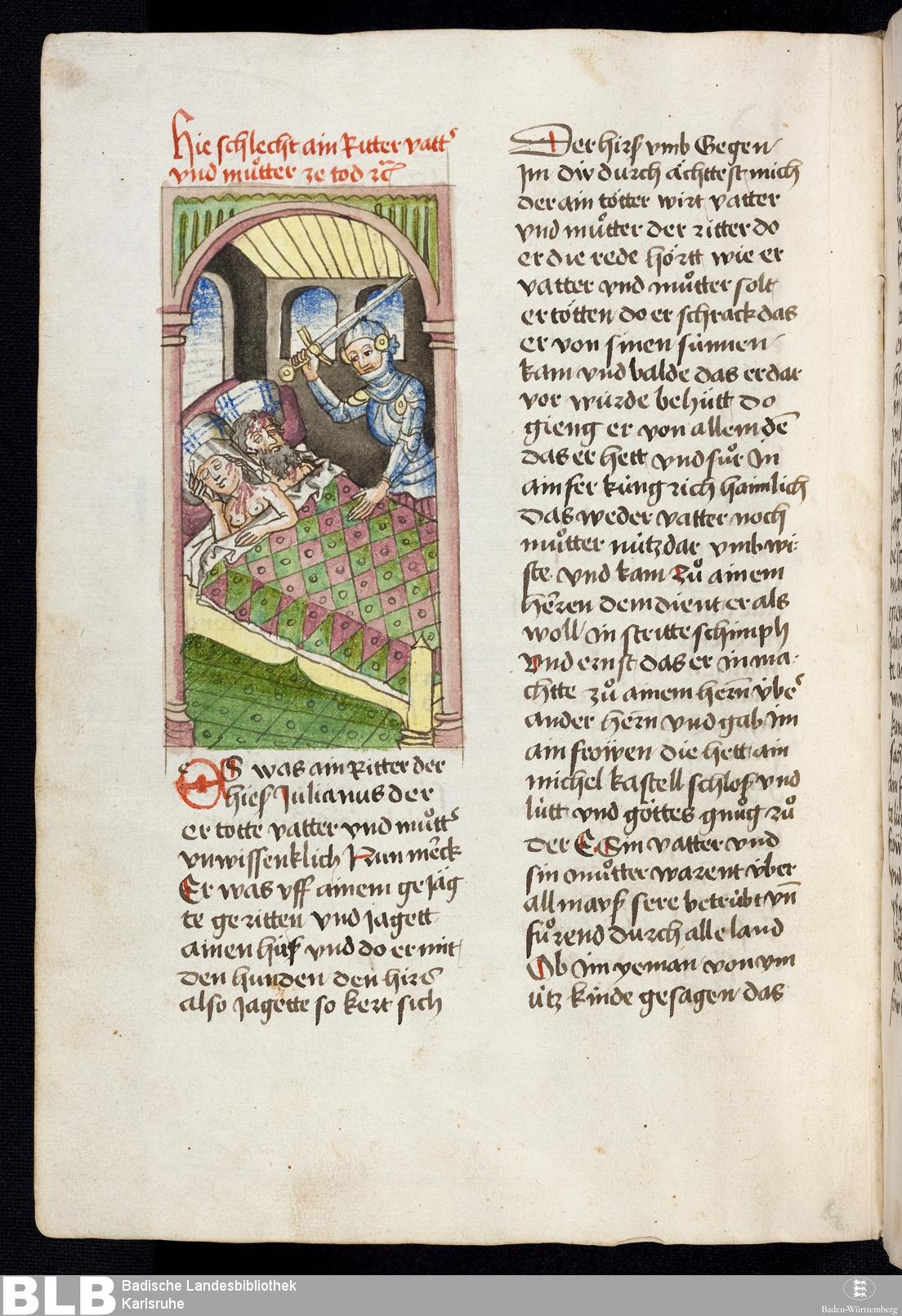
Gesta Romanorum - Donaueschingen 145, un manuscrit de la Haute-Souabe en Allemagne vers 1452.

## Contexte
Les chroniques médiévales qui sont appelées gesta décrivent, en général dans l'ordre chronologique, les actions d'un dignitaire séculier ou ecclésiastique ou d'une institution. Dans les gesta, contrairement aux chroniques, l'histoire n'est pas présentée comme une simple séquence chronologique, mais forme plutôt un récit cohérent. De nombreux écrits de ce genre traitent de l'histoire d'abbés ou d'évêques ou de l'histoire d'un monastère ou d'un diocèse à partir de leurs dignitaires, parfois aussi d'empereurs et de rois, ou de l'histoire de peuples ou de tribus. Au Moyen Âge, les éléments chroniques, biographiques et historiques sont souvent mélangés.
Dans la gesta, il s'agit moins de descriptions biographiques que d'événements et d'actes accomplis pendant cette période. Un ancien précurseur de ces chroniques sont les Res gestae divi Augusti. Le Liber Pontificalis du VIe siècle pourrait avoir servi de modèle à des écrits ultérieurs, avec ses esquisses biographiques des papes. Au VIIIe siècle, Paul Diacre écrit la Gesta episcoporum Mettensium (« Actes des évêques de Metz »).
Les Gesta Hammaburgensis ecclesiae pontificum d'Adam de Brême du IXe siècle sont remarquables par le fait qu'elles contiennent non seulement histoire de l'archevêché de Hambourg-Brême, mais également une description des peuples et pays nordiques et de leur christianisation. Les Gesta Normannorum ducum de Guillaume de Jumièges du XIe siècle,  soit les « actes des ducs normands », font également le récit de la conquête de l'Angleterre. Au début du XIIe siècle débutent les Gesta Treverorum (« Actes de Trèves »), dans lesquelles l'histoire de la ville était liée à celle du diocèse. En Angleterre, Guillaume de Malmesbury a écrit, au XIIe siècle, les Gesta regum Anglorum (« Actes des rois anglais») et les Gesta pontificum Anglorum (« Actes des évêques anglais »).

## Gestes connues (sélection)
- Chronique de Fontenelle - Abbés de l'abbaye Saint-Wandrille de Fontenelle[1]
- Gesta abbatum monasterii Sancti Albani - Geste des abbés de la cathédrale Saint-Alban de St Albans[2]
- Gesta Christi - Geste de la christianisation[3]
- Gesta Chuonradi imperatoris - Actes de l'empereur Conrad II le Salique par Wipo[4]
- Gesta Dagoberti I. Regis Francorum1 rédigé vers 835 à l'abbaye de Saint-Denis, peut-être par Hilduin de Saint-Denis et Hincmar de Reims.
- Geste des Danois - début de l'histoire du Danemark[5] ;
- Gesta Francorum et aliorum Hierosolimitanorum - la première croisade[6] ;
- Gesta Friderici I. - Actes de l'empereur Frédéric Barberousse en Lombardie[7] ;
- Gesta Hammaburgensis ecclesiae pontificum - Évêques de l'archidiocèse de Hambourg-Brême[8]
- Gesta Hungarorum par un auteur connu uniquement par son initiale « P »[9].
- Gesta Hunnorum et Hungarorum par Simon de Kéza[9]
- Gesta Innocentii III - Actes du pape Innocent III[10].

- Gesta Martyrum - Vitaes de martyrs romains[11] ;
- Gesta Regis Henrici - du règne du roi Henri II (roi d'Angleterre) et de Richard Cœur de Lion[12] ;
- Gesta regum Anglorum atque historia novella[13] ;
- Gesta Romanorum - une collection d'histoires courtes et de légendes médiévales[14] ;
- Gesta Sanctorum Rotonensium - par les moines de Redon[15] ;
- Geste des Trévires - Actes de Trèves[16]
- Res gestae Saxonicae - Histoire saxonne par Widukind de Corvey[17] ;
- Cronicae et gesta ducum sive principum Polonorum par Gallus Anonymus[18].